# Hanevik
Hanevik es una localidad del municipio de Askøy, provincia de Hordaland, Noruega. Se ubica en la costa del Herdlefjorden, en la parte noreste de la isla de Askøy. El lago Askevatnet se encuentra al sudeste del poblado.

## Historia
Hanevik fue parte del municipio de Hammer. En 1885 Hammer fue dividido y la localidad pasó a ser parte del municipio de Alversund. El 15 de octubre de 1923 Hanevik y los territorios de Alversund en la isla de Holsnøy fueron fusionados para crear el municipio de Meland. En 1964 Hanevik fue transferido a Askøy. En ese momento contaba con 193 habitantes.